# 上泰尔韦
上泰尔韦（義大利語：Telve di Sopra）是意大利特伦托自治省的一个市镇。总面积17平方公里，人口618人，人口密度36.4人/平方公里（2009年）。ISTAT代码为022189。